# Giuseppe Oblach
Giuseppe Oblach Garolla (Cadoneghe, 2 febbraio 1916 – Marsa El Brega, 1º dicembre 1942) è stato un militare e aviatore italiano, che fu un pluridecorato asso della Regia Aeronautica durante la seconda guerra mondiale, conseguendo un totale di 7 vittorie aeree accertate, 2 probabili e 1 in collaborazione, e venendo decorato con una Medaglia d'oro due d'argento, e con la Croce di guerra al valor militare.

## Biografia
Nacque a Cadoneghe, provincia di Padova, il 17 ottobre 1916, figlio di Emilio, comproprietario con il fratello Edoardo della Fonderia Oblach. All'età di diciassette anni conseguì il brevetto di pilota civile presso la scuola di volo di Vicenza, volando su Caproni Ca.100. Nel 1938, in risposta ad un bando di concorso emesso dalla Regia Aeronautica, entrò in aviazione abbandonando gli studi universitari, per compiere il servizio di leva come ufficiale pilota di complemento. Nel corso del 1938 conseguì il brevetto di pilota militare presso la Scuola di volo di Pisa, volando a bordo degli addestratori Fiat-CMASA G.8. Nel luglio 1939 fu assegnato, con il grado di sottotenente pilota, alla 73ª Squadriglia, 9º Gruppo del 4º Stormo Caccia Terrestre. La sua squadriglia era di stanza sull'Aeroporto di Gorizia, ed era equipaggiata con i caccia Fiat C.R.32.
Dopo l'entrata in guerra dell'Italia, il 10 giugno 1940, il 9º Gruppo prese parte alle operazioni sul fronte occidentale, ed il mese successivo, dotato dei Fiat C.R.42 Falco, fu trasferito sull'aeroporto di Comiso (Sicilia) iniziando ad operare contro l'isola di Malta. Il 13 luglio il 9º Gruppo, al comando del maggiore Ernesto Botto, fu trasferito in Africa settentrionale italiana basandosi sull'aeroporto di Tripoli. Dopo un intenso ciclo di combattimenti, il 9 dicembre Botto rimase ferito in un incidente stradale, venendo sostituito al comando del 9º Gruppo dal capitano Antonio Larsimont Pergameni. In seguito all'offensiva inglese, il 12 dicembre il 9º Gruppo si trasferì all'Aeroporto di Martuba vicino a Derna, e il giorno successivo egli colse la sua prima vittoria individuale. Mentre scortava 5 bombardieri Savoia-Marchetti S.79 Sparviero della 60ª Squadriglia del 33º Gruppo Autonomo Bombardamento Terrestre, che attaccavano concentrazioni di truppe e mezzi corazzati nemici vicino a Sollum impegnò combattimento con una formazione di caccia sei Gloster Gladiator del No.3 RAAF Squadron abbattendone uno. Il giorno 19, in un altro combattimento aereo, danneggiò due caccia Hawker Hurricane.
Il 25 dicembre ciò che rimaneva del 4º Stormo rientrò a Gorizia, per essere riequipaggiato con velivoli Aemacchi C.200 Saetta. Nell'aprile del 1941 il 9º Gruppo partecipò alla breve campagna di Jugoslavia operando dal campo d'aviazione di Pola. A partire dal luglio 1941, lo Stormo iniziò a ricevere i più moderni Aemacchi C.202 Folgore. Nel settembre dello stesso anno lo Stormo fu trasferito nuovamente in Sicilia, rientrando nuovamente in azione sui cieli di Malta. Il 17 ottobre colse la sua seconda vittoria a spese di un bombardiere Bristol Blenheim vicino a Siracusa. Dopo un breve periodo di riposo durante l'inverno, partecipò ad un nuovo ciclo operativo su Malta, durato fino all'inizio dell'estate del 1942. Verso la fine del mese di maggio il 4º Stormo fu trasferito in Africa settentrionale per partecipare alla grande offensiva dell'Asse condotta dal generale Erwin Rommel. Il 9 ottobre 1942 abbatte un Curtiss P-40 nella zona di El Quteifiya, cui seguirono il 20 dello stesso mese due P-40 nella zona di Fuka, e il 25 un altro P-40. Cadde in combattimento il 1 dicembre mentre effettuava una missione di scorta ad alcuni cacciabombardieri C.200AS impegnati in una missione a sud-est di El Ahmar. Dopo aver abbattuto un ulteriore P-40, il suo velivolo venne a sua volta centrato da un altro P-40 e precipitò al suolo con la morte del pilota. A quell'epoca risultava decorato con due Medaglie d'argento al valor militare, e dopo la fine della guerra gli fu assegnata la Medaglia d'oro al valor militare alla memoria.
Una via di Fiumicino, una di Padova e una di Cadoneghe portano il suo nome.

### Annotazioni
1. ↑  La squadriglia era allora al comando del maggiore Ernesto Botto, asso dell'Aviazione Legionaria, Medaglia d'oro al valor militare a vivente.
2. ↑  Durante questo ciclo operativo il 9º Gruppo fu basato sull'aeroporto di Sciacca.
3. ↑  Rivencò l'abbattimento di un secondo P-40, che non gli venne riconosciuto, ma considerato probabile.

### Fonti
1. 1 2 3  Apostolo, Massimello 2000, p. 86.
2. 1 2  Ufficio Storico dell'Aeronautica Militare 1969, p. 228.
3. 1 2  Ufficio Storico dell'Aeronautica Militare 1977, p. 32.
4. 1 2 3 4  Ufficio Storico dell'Aeronautica Militare 1977, p. 33.
5. 1 2  Gustavsson, Slongo 2009, p. 44.
6. 1 2  Gustavsson, Slongo 2009, p. 43.
7. ↑  Dunning 1988, p. 24.
8. 1 2  Apostolo, Massimello 2000, p. 34.
9. ↑  Ufficio Storico dell'Aeronautica Militare 1977, p. 34.
10. ↑  Ufficio Storico dell'Aeronautica Militare 1977, p. 35.
11. ↑  Bollettino Ufficiale 1946, dispensa 4, pagina 162, e Bollettino Ufficiale 1959, suppl.7, pagina 121.
12. ↑  Bollettino Ufficiale 1941, supplemento 1, registrato alla Corte dei Conti il 25 luglio 1941, registro 2 Aeronautica, foglio n.328.
13. ↑  Bollettino Ufficiale 1941, suppemento 1, registrato alla Corte dei Conti il 28 gennaio 1943, registro 15 Aeronautica, foglio n.110.